# 大竹文雄
大竹 文雄（おおたけ ふみお、1961年（昭和36年）1月1日 - ）は、日本の経済学者。大阪大学感染症総合教育研究拠点特任教授、京都大学経済研究所特任教授。大阪大学栄誉教授。専門は、労働経済学・行動経済学。博士（経済学）（大阪大学・論文博士・1996年）。2008年日本学士院賞。京都府宇治市出身。

## 略歴
- 1979年：京都府立東宇治高等学校卒業
- 1983年：京都大学経済学部経済学科卒業
- 1985年
  - 大阪大学大学院経済学研究科博士前期課程修了
  - 6月：大阪大学大学院経済学研究科博士後期課程退学
  - 7月：大阪大学経済学部助手
- 1988年：大阪府立大学経済学部講師
- 1990年：大阪大学社会経済研究所助教授
- 1996年：「日本の所得と資産の分配」で博士（経済学）（大阪大学）
- 2001年5月：大阪大学社会経済研究所教授
- 2004年：大阪大学社会経済研究所附属行動経済学研究センター教授
- 2005年：大阪大学社会経済研究所副所長（2007年3月まで）
- 2007年：大阪大学社会経済研究所所長（2009年3月まで）[3]
- 2009年4月：大阪大学社会経済研究所附属行動経済学研究センター長（2013年8月まで）[4]
- 2013年8月：大阪大学理事・副学長（2015年8月まで）
- 2015年8月：大阪大学社会経済研究所教授
- 2018年4月：大阪大学大学院経済学研究科教授
- 2019年6月：日本経済学会副会長[5]
- 2020年5月：日本経済学会会長[6][7]
- 2020年7月：新型インフルエンザ等対策閣僚会議新型インフルエンザ等対策有識者会議新型コロナウイルス感染症対策分科会委員[8]
- 2021年4月 -　大阪大学感染症総合教育研究拠点特任教授、大阪大学大学院経済学研究科（兼任）[1][2]
- 2023年4月　- 京都大学経済研究所特任教授[2]

## 受賞
- 2005年 『日本の不平等』でサントリー学芸賞、日経・経済図書文化賞、エコノミスト賞
- 2006年 日本経済学会・石川賞
- 2008年 『日本の不平等』で日本学士院賞

## 著書

### 単著
- 『スタディガイド入門マクロ経済学』（日本評論社, 1989年／第2版, 1993年／第3版, 2001年／第4版, 2007年）
- 『労働経済学入門』（日本経済新聞社［日経文庫］, 1998年）
- 『雇用問題を考える――格差拡大と日本的雇用制度』（大阪大学出版会, 2001年）
- 『経済学的思考のセンス――お金がない人を助けるには』（中公新書 2005年）
- 『日本の不平等――格差社会の幻想と未来』（日本経済新聞社, 2005年）
- 『格差と希望――誰が損をしているか？』（筑摩書房, 2008年）
- 『競争と公平感 市場経済の本当のメリット』（中公新書, 2010年）ISBN 4121020456
- 『経済学のセンスを磨く』（日本経済新聞出版社 日経プレミアシリーズ,2015年）
- 『競争社会の歩き方 自分の「強み」を見つけるには』（中公新書, 2017年）

### 共著
- （岩本康志・齊藤誠・二神孝一）『経済政策とマクロ経済学――改革への新しい提言』（日本経済新聞社, 1999年）
- （田中沙織・佐倉統）『脳の中の経済学』（ディスカヴァー・トゥエンティワン, 2012年）

### 編著
- 『応用経済学への誘い』（日本評論社, 2005年）
- 『こんなに使える経済学――肥満から出世まで』（筑摩書房［ちくま新書］, 2008年）

### 共編著
- （猪木武徳）『雇用政策の経済分析』（東京大学出版会, 2001年）
- （大内伸哉・山川隆一）『解雇法制を考える――法学と経済学の視点』（勁草書房, 2002年／増補版, 2004年）
- （柳川範之）『平成不況の論点――検証・失われた十年』（東洋経済新報社, 2004年）
- （福井秀夫）『脱格差社会と雇用法制――法と経済学で考える』（日本評論社, 2006年）
- （荒木尚志・大内伸哉・神林龍）『雇用社会の法と経済』（有斐閣, 2008年）
- （白石小百合・筒井義郎）『日本の幸福度 格差・労働・家族』（日本評論社, 2010年）
- （川口大司・鶴光太郎）『最低賃金改革：日本の働き方をいかに変えるか』（日本評論社, 2013年）

## テレビ出演
- 真夏の夜の経済学（2011年7月 - NHK教育テレビ）解説
- オイコノミア（2012年4月 - NHK教育テレビ）講師